# Cordovín
Cordovín és un municipi de la Rioja, a la regió de la Rioja Alta, 